# Молчанов, Василий Иванович
Васи́лий Ива́нович Молча́нов (18 [30] декабря 1868, Владимир, Российская империя — 22 июня 1959, Москва, СССР) — русский, советский педиатр, заслуженный деятель науки РСФСР, профессор кафедры детских болезней 1-го ММИ им. И. М. Сеченова, действительный член АМН СССР.

## Биография

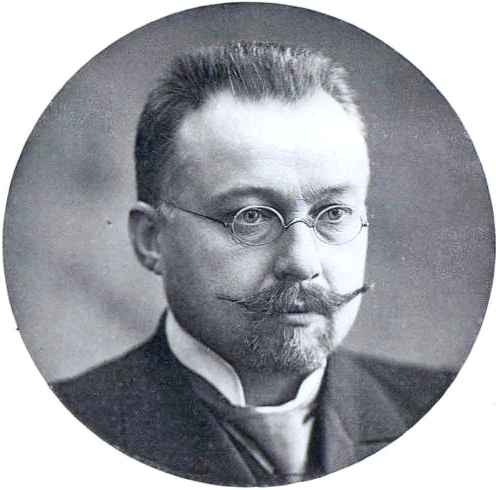
В. И. Молчанов, 1911

Окончил медицинский факультет Московского университета (1894). Работал ординатором университетской детской клиники. Ассистент и заведующий инфекционными бараками клиники (с 1904). Инициировал работы по обновлению инвентаря и инструментария, переоборудованию лаборатории и бактериологического кабинета. Молчанов ввёл систематическое исследование крови, кровяного давления, наблюдения над сосудистыми реакциями кожи и расстройствами сердечной деятельности, развернул экспериментально-гистологические исследования. Защитил диссертацию (1909) «Надпочечники и их изменения при дифтерии» на степень доктора медицины. Назначен (1921) заведующим кафедрой поликлиники детских болезней Высшей медицинской школы в Москве. Избран (1923) заведующим кафедрой детских болезней 1-го МГУ.
Василий Иванович Молчанов ближайший ученик основоположника русской педиатрии Н. Ф. Филатова, блестяще поддерживал и развивал традиции и идеи своего учителя. Из его наиболее крупных и оригинальных исследований надо назвать работы, посвященные роли надпочечников в генезе токсической дифтерии и паралича сердца при ней, состоянию вегетативной нервной системы при скарлатине и других острых детских инфекциях, связи скарлатины и ревматизма, расстройствам роста и развития детей, роли социально-бытовых факторов в этиологии и патогенезе заболеваний детского возраста и многие другие, Все работы В. И. Молчанова имеют не только большой теоретический интерес, но и громадное значение для практики здравоохранения. Эти работы говорят об исключительной его клинической наблюдательности и о безупречной точности при экспериментальных исследованиях. Перу В. И. Молчанова и его ближайших сотрудников профессоров Ю. Ф. Домбровской и Д. Д. Лебедева принадлежит ценное руководство «Пропедевтика детских болезней».

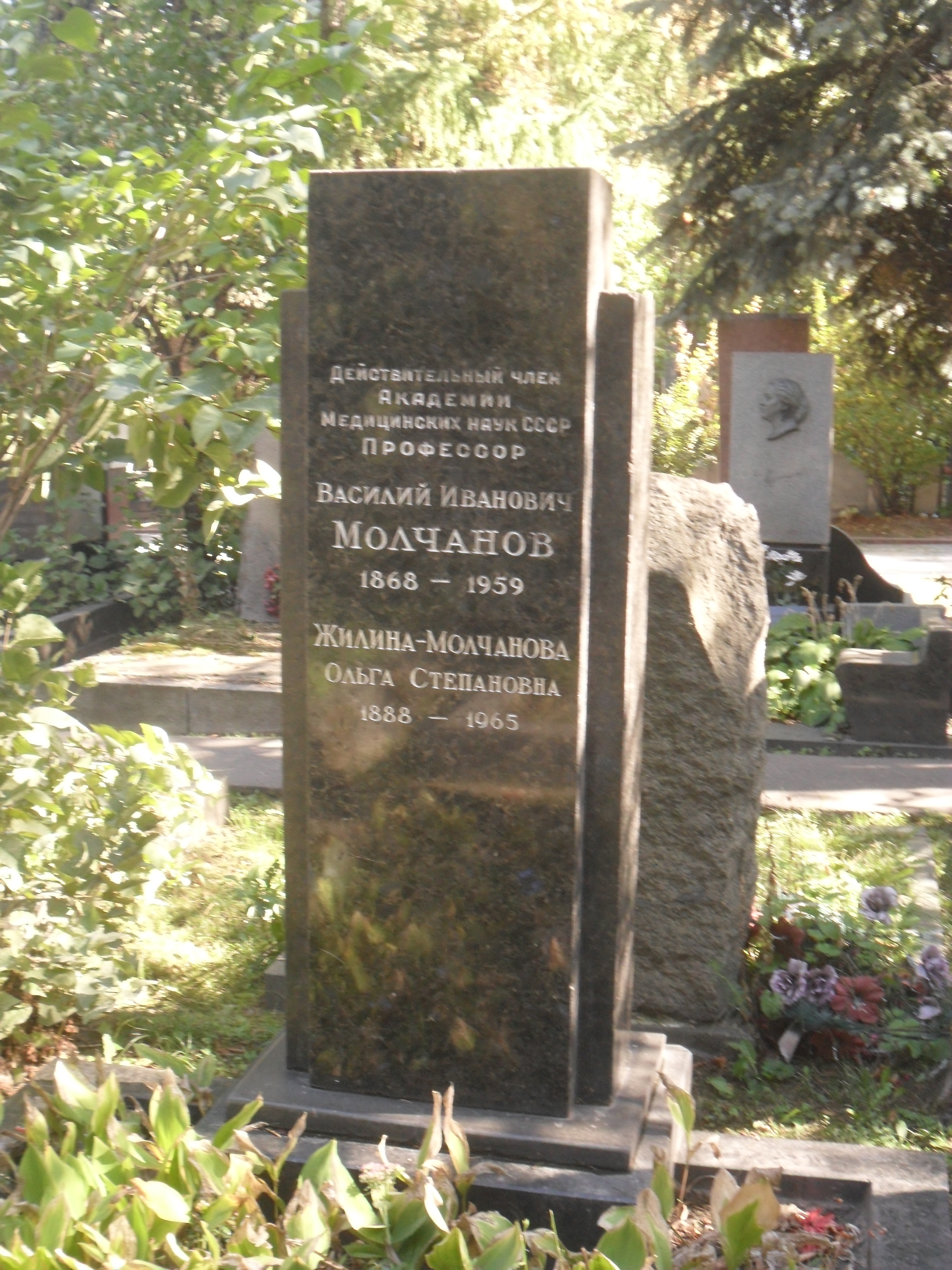
Могила Молчанова на Новодевичьем кладбище Москвы.

Похоронили Василия Ивановича Молчанова в Москве на Новодевичьем кладбище.

## Награды
Многогранная научная, врачебная и общественная деятельность В. И. Молчанова была оценена по заслугам: за многолетний (более 65 лет) безупречный труд он награждён орденом Ленина, орденом Трудового Красного Знамени, медалями. В 1935 году ему присвоено звание заслуженного деятеля науки РСФСР.